# Daniel Louis Uyttenboogaart
Daniel Louis Uyttenboogaart (* 16. August 1872 in Amsterdam; † 2. August 1947 in Heemstede), manchmal auch als Daniël Louis Uijttenboogaart erwähnt, war ein niederländischer Unternehmer, Filmproduzent und Koleopterologe.

## Leben
Uyttenboogaart war der Sohn von Frederik Uyttenboogaart und Johanna Jacoba Schalekamp. Nach dem Gymnasium absolvierte er ein Studium der Rechtswissenschaft an der Universiteit van Amsterdam, das er 1896 abschloss. Anschließend arbeitete er für das Amsterdamer Stadtsekretariat. 1894 wurde er Mitglied der Nederlandse Entomologische Vereniging, wo er Schatzmeister, Bibliothekar, Vizepräsident und schließlich für ein Jahr lang Präsident war. 1898 leitete er die Rotterdamer Niederlassung des Getreideimportgeschäfts Nederlandsche Veem. In Rotterdam war er auch für kurze Zeit Stadtrat. Von Ende 1898 bis Mitte 1900 wurde er Leiter der neugegründeten Gesellschaft Nederlandsche Biograaf & Mutoscope Maatschappij, für die er mehrere Kurzfilm-Dokumentationen produzierte. Nachdem die Firma 1902 bankrottging, zog er nach Suriname, wo er die kommerziellen Interessen der Goldindustrie wahrnahm. 1907 heiratete er in Haarlem Ellen Dagmar Eliasen, eine Schwedin.
Nach seiner Rückkehr in die Niederlande wurde Uyttenboogaart Generaldirektor der Graanelevatormaatschappij (GEM). Im Jahr 1928 verließ er die GEM, um sich ausschließlich der Insektenkunde zu widmen. Zusammen mit seiner Frau gründete er die Uyttenboogaart-Eliasen-Stiftung zur Förderung der entomologischen Wissenschaft.
Uyttenboogaart publizierte in Niederländisch, Englisch und Deutsch. Mehrere seiner Beiträge befassten sich mit der Käferfauna Gran Canarias.

## Filmografie
- Molens van de Zaanstreek, 1898
- Aankomst der vredesconferentie te Haarlem, 4 Juni 1899, 1899
- Amsterdam’s vreemdelingenverkeer, 1899
- Bloemencorso te Haarlem op 4 Juni 1899, 1899
- De zieke gemeente-ambtenaar, 1899
- Dokter weet raad, 1899
- Een kinderfeest op ’t eiland Marken, 1899
- Een trambestorming op zondag op den Dam, 1899
- Prinsengracht, 1899
- Feestelijk bezoek van H.M. de koningin Wilhelmina aan Rotterdam, 1899
- Het uitgaan van de groote Koopmans-Beurs op 12 Sept., 1899
- Koninginnen-Bezoek op 25 September te Feijenoord, 1899
- Na afloop der kindervoorstelling in den Circus O. Carré 13 Sept., 1899
- Naar ’t Tolhuis, 1899
- Ringrijden voor sjeezen te Haarlem, 1899
- De Leidsche studenten-feesten, 1900
- Koninklijk jacht tijdens de vissersvlootrevue bij Muiden, 1900
- Huwelijksstoet ter gelegenheid van het huwelijk van Wilhelmina en Hendrik, 1901
- Koninklijke familie, 1902

## Erstbeschreibungen von Daniel Louis Uyttenboogaart
- Auletobius freyi, 1940
- Gonocephalum merensi, 1929
- Codiosoma lauri, 1929
- Tribolium destructor, 1934
- Pseudomyas doramasensis, 1929
- Melanochrus blairi, 1929
- Laparocerus rugosicollis, 1937
- Phloeophagus appenhageni, 1930
- Laparocerus freyi, 1940
- Acalles zumpti, 1939
- Laparocerus eliasenae, 1929
- Laparocerus chaoensis, 1940
- Laparocerus escalerai, 1937
- Pseudomyas, 1929
- Corticaria appenhagi, 1930
- Cyphoscelis eliasenae, 1929
- Acalles alluaudi, 1940
- Laparocerus bolivari, 1937
- Otiorhynchus veterator, 1932
- Cercomorphus titschacki, 1934
- Laparocerus garretai, 1940
- Ceuthorrhynchus wollastoni, 1930
- Mesites gomerensis, 1937
- Auletes wagenblast, 1935
- Gymnetron lancerotensis, 1934
- Cionus canariensis, 1937
- Laparocerus alluaudi, 1940
- Laparocerus escaleraorum, 1937

## Dedikationsnamen
- Stygnocoris uyttenboogaarti Blote, 1929
- Hystrichopus uyttenboogaarti Basilewsky, 1948
- Oligota uyttenboogaarti Bernhauer, 1928
- Dactylotrypes uyttenboogaarti Eggers, 1927
- Otiorhynchus uyttenboogaarti Zumpt, 1936
- Laparocerus uyttenboogaarti Zumpt, 1940
- Astenus uyttenboogaarti Bernhauer, 1928
- Pseudomegalonychus uyttenboogaarti (Basilewsky, 1948)
- Atheta uyttenboogaarti Bernhauer, 1928
- Trechus uyttenboogaarti Jeannel, 1936
- Lyctocoris uyttenboogaarti Blote, 1929
- Peplomicrus uyttenboogaarti (Bernhauer, 1928)
- Nesacinopus uyttenboogaarti Emden, 1929
- Stichoglossa uyttenboogaarti Everts, 1917
- Lomaptera uyttenboogaarti De Jong, 1970